# Atemberaubend
Atemberaubend (Originaltitel: Le Souffle; deutscher Verweistitel: Tiefer Atem) ist ein französischer Schwarzweißfilm von Damien Odoul aus dem Jahr 2001. Es handelt sich um Odouls erste Langproduktion für das Kino nach mehreren Kurzfilmen und einer Fernsehproduktion. Das von Laiendarstellern besetzte Werk wurde bei den Internationalen Filmfestspielen von Venedig 2001 mit zwei Preisen ausgezeichnet und beim International Film Festival Bratislava mit dem Spezialpreis der Jury. Der Hauptdarsteller Pierre-Louis Bonnetblanc erhielt den Prix Michel Simon.

## Handlung
Der 15-jährige Städter David verbringt die Sommerferien am abgelegenen Bauernhof seiner Onkel in der französischen Region Limousin. An einem heißen Tag wird er beim traditionellen Méchoui (Lammbraten an offenem Feuer) erstmals in die Männerrunde aufgenommen und erlebt dabei seinen ersten Alkoholrausch.
In seinem Rausch schwankt David zwischen atavistisch-metaphorischen Visionen, Langeweile und rauer Realität, Rebellion, Wut, sexuellem Begehren und Sehnsucht. Auf seinem Weg durch die Hitze begegnet er Matthieu, in dessen Schwester er verliebt ist. Von seinen Emotionen geleitet begeht David eine Extremhandlung.

## Hintergrund
Das Drehbuch zum Film entstand innerhalb von 17 Tagen. Die Dreharbeiten in Limousin dauerten fünf Wochen, beginnend im Sommer 2000. Die Rollen besetzte Odoul bewusst mit Laiendarstellern, um höchstmögliche Authentizität zu gewährleisten. Odoul entschied sich den Film als Hochkontrast-Schwarzweißfilm zu drehen, da dies „die einzige Möglichkeit, wieder sowohl an den Cinematographen als auch an unsere imaginäre Vorstellung anzuknüpfen“ sei.
Atemberaubend entstand mit Unterstützung des Centre national du cinéma et de l’image animée und der Region Limousin, wurde jedoch ohne Unterstützung eines Fernsehsenders realisiert. Der Film wurde erstmals in Frankreich am 7. November 2001 herausgebracht.

## Kritiken
Die New York Times beschrieb das Werk als “dreamy, lyrical black-and-white film that treads the permeable boundary between fantasy and reality” (deutsch: „träumerischen, lyrischen Schwarzweißfilm, der die durchlässige Grenze zwischen Fantasie und Realität beschreitet“). O. Bombarda (ARTE) gesteht dem Film zu, „in außergewöhnlicher Art und Weise genau den richtigen Ton“ zu treffen. „Damien Odoul kann sich rühmen, etwas bei Spielfilmen Seltenes geschafft zu haben: Ohne Einbrüche entstand ein vielschichtiges und perfektes Gleichgewicht zwischen der ausgeprägten Ästhetik, der vollendeten Schönheit bestimmter Einstellungen und einer Komponente des Irrealen, dem ansonsten eher schroffe Dialoge und Aussagen gegenüberstehen. Dadurch entstand eine erneuerte Form des ‚Neorealismus‘ – eine erstaunliche Leistung für einen so jungen Filmemacher.“
Antonio Pasolini (kamera.co.uk) deutet Le Souffle “with its unapologetic artiness and aesthetic form, […] as an expressionist coming-of-age tale. It’s soothing to see a film about teenage angst that doesn’t use an urban setting or a drug-centric storyline […]. First and foremost an exercise in style, it’s a visual tone-poem, but one with psychological depth and great visual flair.” (deutsch: „mit seinem kompromisslosen Kunstgetue und seiner ästhetischen Form […] als eine expressionistische Erzählung des Heranwachsens. Es ist beruhigend, einen Film über teenage angst zu sehen, der kein städtisches Szenario oder eine drogenzentrierte Storyline verwendet […]. Zuerst eine Stilübung, ist es ein visuelles Tongedicht, aber eines mit psychologischer Tiefe und großartigem visuellen Flair.“)

## Auszeichnungen
Internationale Filmfestspiele von Venedig 2001
- Spezialpreis der Jury für Gegenwartskino
- FIPRESCI-Preis (Parallel Sections), “For his [Odouls] magical creation of a cinematographic universe”

Bratislava International Film Festival 2001
- Spezialpreis der Jury
- nominiert für den Grand Prix

Acteurs à l’Écran 2002
- Prix Michel Simon (Bester Darsteller) an Pierre-Louis Bonnetblanc